# Presidenti della Turchia
Il Presidente della Repubblica di Turchia è il capo di Stato della Turchia. Svolge il ruolo di Comandante in capo delle Forze Armate e rappresenta il Paese nelle relazioni diplomatiche.
A seguito del referendum costituzionale del 2017 la Turchia è passata da un sistema parlamentare a uno presidenziale, con un conseguente allargamento dei poteri del presidente.

## Lista
I Presidenti della Turchia dal 1923 ad oggi sono elencati di seguito.
     Partito Popolare Repubblicano
     Partito della Giustizia e dello Sviluppo
     Partito Democratico
     Partito della Retta Via
     Partito della Madrepatria
     Indipendente
| Nº                                   | Presidente       | Presidente       | Presidente                        | Partito                                  | Mandato          | Mandato          | Elezione       |
| Nº                                   | Presidente       | Presidente       | Presidente                        | Partito                                  | Inizio           | Fine             | Elezione       |
| ------------------------------------ | ---------------- | ---------------- | --------------------------------- | ---------------------------------------- | ---------------- | ---------------- | -------------- |
| Repubblica parlamentare (1923-2018)  |                  |                  |                                   |                                          |                  |                  |                |
| 1                                    |                  |                  | Mustafa Kemal Atatürk (1881-1938) | Partito Popolare Repubblicano            | 29 ottobre 1923  | 1º novembre 1927 | 1923           |
| 1                                    | 1º novembre 1927 | 4 maggio 1931    | Mustafa Kemal Atatürk (1881-1938) | Partito Popolare Repubblicano            | 1927             |                  |                |
| 1                                    | 4 maggio 1931    | 1º marzo 1935    | Mustafa Kemal Atatürk (1881-1938) | Partito Popolare Repubblicano            | 1931             |                  |                |
| 1                                    | 1º marzo 1935    | 10 novembre 1938 | Mustafa Kemal Atatürk (1881-1938) | Partito Popolare Repubblicano            | 1935             |                  |                |
| 2                                    |                  |                  | İsmet İnönü (1884-1973)           | Partito Popolare Repubblicano            | 11 novembre 1938 | 3 aprile 1939    | 1938           |
| 2                                    | 3 aprile 1939    | 8 marzo 1943     | İsmet İnönü (1884-1973)           | Partito Popolare Repubblicano            | 1939             |                  |                |
| 2                                    | 8 marzo 1943     | 5 agosto 1946    | İsmet İnönü (1884-1973)           | Partito Popolare Repubblicano            | 1943             |                  |                |
| 2                                    | 5 agosto 1946    | 27 maggio 1950   | İsmet İnönü (1884-1973)           | Partito Popolare Repubblicano            | 1946             |                  |                |
| 3                                    |                  |                  | Celâl Bayar (1883-1986)           | Partito Democratico                      | 27 maggio 1950   | 14 maggio 1954   | 1950           |
| 3                                    | 14 maggio 1954   | 1º novembre 1957 | Celâl Bayar (1883-1986)           | Partito Democratico                      | 1954             |                  |                |
| 3                                    | 1º novembre 1957 | 27 maggio 1960   | Celâl Bayar (1883-1986)           | Partito Democratico                      | 1957             |                  |                |
| 4                                    |                  |                  | Cemal Gürsel (1895-1966)          | Militare, Indipendente                   | 27 maggio 1960   | 10 ottobre 1961  | colpo di Stato |
| 4                                    | 10 ottobre 1961  | 2 febbraio 1966  | Cemal Gürsel (1895-1966)          | Militare, Indipendente                   | 1961             |                  |                |
| 5                                    |                  |                  | Cevdet Sunay (1899-1982)          | Indipendente                             | 28 marzo 1966    | 28 marzo 1973    | 1966           |
| 6                                    |                  |                  | Fahri Korutürk (1903-1987)        | Indipendente                             | 6 aprile 1973    | 6 aprile 1980    | 1973           |
| 7                                    |                  |                  | Kenan Evren (1917-2015)           | Militare, Indipendente                   | 6 aprile 1980    | 9 novembre 1982  | colpo di Stato |
| 7                                    | 9 novembre 1982  | 9 novembre 1989  | Kenan Evren (1917-2015)           | Militare, Indipendente                   | 1982             |                  |                |
| 8                                    |                  |                  | Turgut Özal (1927-1993)           | Partito della Madrepatria                | 9 novembre 1989  | 17 aprile 1993   | 1989           |
| 9                                    |                  |                  | Süleyman Demirel (1924-2015)      | Partito della Retta Via                  | 16 maggio 1993   | 16 maggio 2000   | 1993           |
| 10                                   |                  |                  | Ahmet Necdet Sezer (1941)         | Indipendente                             | 16 maggio 2000   | 28 agosto 2007   | 2000           |
| 11                                   |                  |                  | Abdullah Gül (1950)               | Partito della Giustizia e dello Sviluppo | 28 agosto 2007   | 28 agosto 2014   | 2007           |
| 12                                   |                  |                  | Recep Tayyip Erdoğan (1954)       | Partito della Giustizia e dello Sviluppo | 28 agosto 2014   | 9 luglio 2018    | 2014           |
| Repubblica presidenziale (2018-oggi) |                  |                  |                                   |                                          |                  |                  |                |
| (12)                                 |                  |                  | Recep Tayyip Erdoğan (1954)       | Partito della Giustizia e dello Sviluppo | 9 luglio 2018    | 3 giugno 2023    | 2018           |
| (12)                                 | 3 giugno 2023    | in carica        | Recep Tayyip Erdoğan (1954)       | Partito della Giustizia e dello Sviluppo | 2023             |                  |                |